# Wyspa Dent
Wyspa Dent – wysepka (0,23 km²) należąca do nowozelandzkiej grupy wysp Campbella, położona 3 km na zachód od największej wyspy tej grupy, Campbell Island. Wyspa jest objęta programem ornitologicznym ratowania endemicznego gatunku kaczki, cyraneczki południowej (Anas nesiotis).

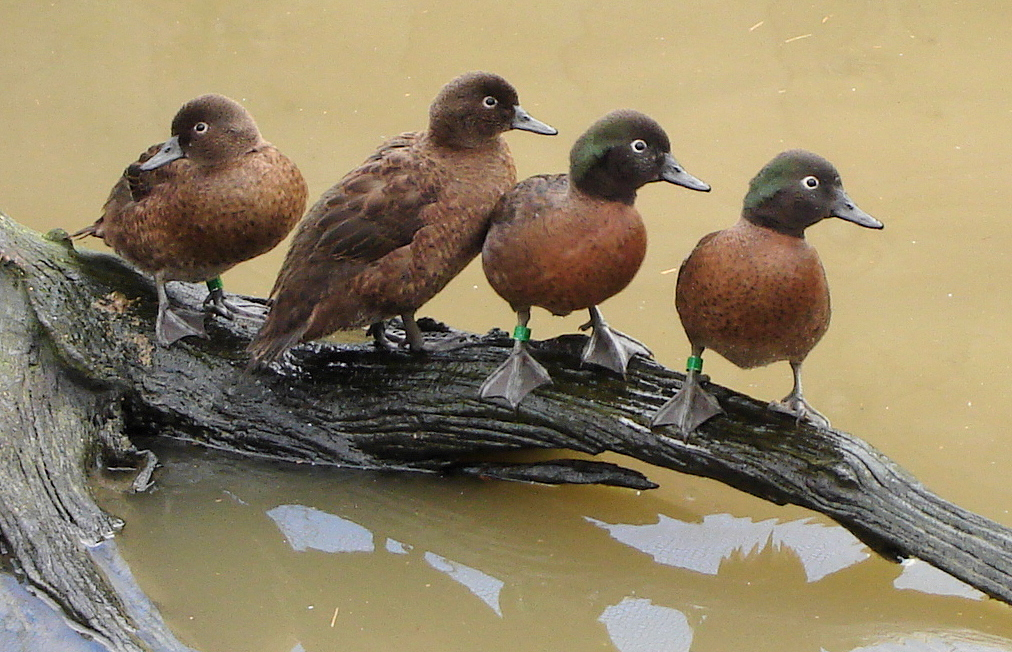
Cyraneczki południowe, endemiczne kaczki występujące na Wyspach Campbella